# Туссен Роз
Туссен Роз (3 вересня 1611 або охрещений 5 вересня 1615, Провен, сьогоднішній департамент Сена і Марна) — 6 січня 1701, Париж) — французький правник, секретар кардинала Жуля Мазаріні (1602). –1661) і його прибічник при дворі короля Людовика XIV.

## Біографія
Роз народився в 1611 або 1615 роках, джерела не узгоджуються, але дата 1615 більш вірогідна, оскільки біограф Вільє дю Тераж стверджує, що він бачив свідоцтво про хрещення в міському архіві в Провені.
Роз відвідувала католицьку семінарію (école des prêtres séculiers) у Провені. Пізніше він здобув ступінь ліценціата зі світського та канонічного права в Сорбонні в Парижі. Потім він повернувся до Провена і два роки працював там адвокатом.
26 листопада 1636 року він був приведений до присяги адвоката Паризького парламенту. Згодом вирішив вступити на службу до кардинала Армана-Жана дю Плессі, герцога де Рішельє (1585—1642). У березні 1638 року залишив цю посаду і приєднався до оточення Жана-Франсуа Поля де Гонді (1613—1679), з яким він подорожував до Італії.

### Секретар Мазаріні
Після повернення з Італії Роз вступив на службу до Жуля Мазаріні. 8 вересня 1641 року Роз одружився з Мадлен де Вільє († 27 червня 1701). Роз орендував будинок у Сюрені (згодом він купив там будинок). 31 серпня 1642 року там народився Луї Роз, його єдина дитина. Коли кардинал Рішельє помер 4 грудня 1642 року, Мазаріні став Головним міністром держави (прирівняним до прем'єр-міністра) замість нього.
У 1643 році система членів Conseil du roi de France (радників короля Франції) була реформована. Цей реформований орган був попередником сьогоднішньої Ради міністрів у Франції. У грудні 1645 року Роз носив титул «секретаря Його Еміненції» (секретар Мазаріні). Завдяки впливу Мазаріні 30 жовтня 1649 року Анна Австрійська (1601—1666) прийняла Роза до Королівської ради Франції.
У період Фронди (1648—1653) Роз багато подорожував як посланець Мазаріні між Мазаріні та Луї II де Бурбоном, принцом де Конде (1621—1686) та Жаном-Франсуа Полем де Гонді. Навіть у період, коли Мазаріні був у вигнанні (1651—1653), Роз продовжував працювати на нього.
З 1654 року Роз відповідав за нагляд і управління лісовим господарством Філіпа I де Бурбона, герцога Орлеанського, брата короля.
У 1655 році Туссен Роз і його батько Етьєн Роз були виведені в дворянство. Етьєн Роз став мером Провена, він обрав синій герб із золотим шевроном (перевернута літера V) і трьома трояндами, дві з них поруч у верхній частині, а одна згори. Герб тримали два хорти, а девіз був: «Nunquam marcessent» (ніколи не в'яне). Незабаром після цього Туссен Роз придбав феодальне володіння Куа-ла-Форе в лісі Шантійї і назвався маркізом де Куа.

### Секретар короля
25 квітня 1657 року Роз був призначений секретарем палати короля (secrétaire de la chambre et du cabinet de Sa Majesté), а в 1661 році — президентом Рахункової палати в Парижі. У 1667 році він забезпечив, щоб члени Французької академії мали такий самий соціальний ранг, як і члени парламенту. За це він був прийнятий до Французької академії в 1675 році як наступник письменника Валентина Конрара (Крісло 2). Після його смерті його наступником став адвокат Луї де Сасі.